# Lupinus albosericeus
Lupinus albosericeus är en ärtväxtart som beskrevs av Charles Piper Smith. Lupinus albosericeus ingår i släktet lupiner, och familjen ärtväxter. Inga underarter finns listade i Catalogue of Life.